# Григорук Валерій Іванович
Валерій Іванович Григорук (нар. 18 липня 1951, с. Хижники, Старокостянтинівський район, Хмельницька область) — український учений-фізик. Доктор фізико-математичних наук, професор. Академік АН ВШ України з 2010 року.

## Біографія
Народився у с. Хижники Старокостянтинівського району Хмельницької області. У 1973 році закінчив радіофізичний факультет Київського університету, у 1976 році — аспірантуру. У 1978–1980 роках служив у лавах Збройних Сил СРСР. У Київському державному університеті імені Т. Г. Шевченка (нині Київський національний університет імені Тараса Шевченка) працював на кафедрі нелінійної оптики: 1976–1978 роки — молодшим науковим співробітником, у 1980–1983 роках — науковим співробітником, у 1983–1988 роках — асистентом, у 1988–2001 роках — доцентом, з 2002 р. — завідувачем кафедри квантової радіофізики, професором, у 2002–2007 роках — деканом радіофізичного факультету. З 2008 року — проректор з наукової роботи. У 1982 році захистив кандидатську дисертацію «Исследование колебательно-фононного взаимодействия в примесных щелочно-галоидных кристаллах методом ИК спектроскопии», у 2001 — докторську «Фізичні закономірності навантаження у світловодах (електрика) і пристроях на їх основі».

## Наукова діяльність
Сфера наукових досліджень: трансформація оптичного випромінювання у волоконних світловодах і пристроях на їх основі, квантова радіофізика. Дослідив закономірності відновлення просторової і поляризаційної структури випромінювання, яке пройшло багатомодовий волоконний світловод, вивчив закономірності корекції хвильового фронту при його оберненні на основі нелінійно-оптичних явищ, встановлено характер взаємодії імпульсів (зміну їх параметрів) з волоконними світловодами.
Автор понад 170 наукових праць, науково-методичних робіт, 4 підручників, «Сучасного термінологічного словника з радіофізики» (2006), 3 патентів України. Науковий керівник багатьох успішно виконаних науково-дослідних робіт.
Віце-президент АН ВШ України (з 2010 року).
Член журі Всеукраїнської студентської олімпіади з фізики, учнівських та студентських турнірів з фізики. Здійснює значну громадську та науково-організаційну роботу: член Експертної ради з природничих наук та математики при Державній акредитаційній комісії; член спеціальної ради із захисту кандидатських і докторських дисертацій. Член Вченої ради Київського національного університету ім. Т. Шевченка, член вченої ради радіофізичного факультету; член Атестаційної Комісії МОН України; член Громадської ради при ВАК України.

## Нагороди
Нагороджений медаллю «В пам'ять 1500-річчя Києва» (1982). Лауреат Державної премії України в галузі науки і техніки (2001) за створення підручника для студентів ВНЗ «Лазерна фізика».